# Вольбуж (город)
Вельбуж (пол. Wolbórz) — город в Польше, входит в Лодзинское воеводство, Пётркувский повят. Имеет статус городско-сельской гмины. Получил статус города с 1 января 2011 года (ранее являлся городом с 1273 по 1870).

## История
Во время Второй мировой войны еврейская община города в количестве около 400 человек была депортирована в гетто Пётркува, а затем осенью 1942 года в лагерь смерти Треблинка.

## Инфраструктура
В городе находится один из пяти (на 2022 год) распределительных центров польской сети продуктовых и промышленных магазинов Dino Polska SA.